# تپه عبدالرب‌آباد ۳
تپه عبدالرب آباد ۳ مربوط به دوران‌های تاریخی پس از اسلام است و در شهرستان بوئین‌زهرا، روستای عبدالرب آباد واقع شده و این اثر در تاریخ ۱۰ مهر ۱۳۸۰ با شمارهٔ ثبت ۳۹۳۶ به‌عنوان یکی از آثار ملی ایران به ثبت رسیده است.